# Датка (село)
Датка (каз. Датқа, до 2006 г. — 9 Мая) — село в Жетысайском районе Туркестанской области Казахстана. Административный центр Кызылкумского сельского округа. Код КАТО — 514471100.

## Население
В 1999 году население села составляло 398 человек (210 мужчин и 188 женщин). По данным переписи 2009 года, в селе проживало 477 человек (255 мужчин и 222 женщины).